# Жеты-Су
Жеты-Су (также встречается вариант написания Жетысу) — железнодорожная станция Алматинского отделения Казахстанских железных дорог.
Станция сооружена в 1962 году на участке Турксиба Берлик I — Актогай между станциями Медеу и Байсерке. Расположена в посёлке Отеген-Батыр Алматинской области, в 12 км к северу от станции Алма-Ата I.
Жеты-Су способна принимать грузовые поезда повышенного веса. В июле 2013 года на станции Екибастуз-2 было сформировано 13 поездов по 7 000 тонн с углём назначением на станции Бурундай и Жеты-Су.
От станции отходят железнодорожные подъездные пути к индустриально-логистическому центру DAMU-ALMATY и нескольким промышленным предприятиям.

## Осуществляемые операции
Станция осуществляет следующие пассажирские и грузовые операции:
- Посадка/высадка пассажиров на поезда местного и пригородного сообщения.
- Приём и выдача повагонных отправок грузов, допускаемых к хранению на открытых площадках станции.
- Приём и выдача грузов повагонными и мелкими отправками, загружаемых целыми вагонами, только на подъездных путях и местах необщего пользования.
- Приём и выдача грузов в универсальных контейнерах транспорта массой брутто 3 и 5 т на станции.
- Приём и выдача грузов в универсальных контейнерах транспорта массой брутто 20 т на станции.
- Запрещается приём и выдача легковоспламеняющихся грузов на станции.[9]

Жеты-Су используется в том числе и для операций с воинскими грузами по заявкам войсковых частей МО РК.

## Перспективы
В целях избегания перехода людьми железнодорожного полотна в неустановленных местах и недопущения попадания скота на пути планируется ограждение железнодорожных путей станции.
Существует проект электрификации участка Медеу — Сары-Озек.

## Ситуация с грузовыми вагонами
В первом полугодии 2012 года станция испытала нехватку порожних открытых универсальных платформ, в результате чего ни в одном из первых пяти месяцев рассматриваемого года не был выполнен ни основной, ни дополнительный план погрузки. Заявки на погрузку ни от одного из 6 основных отправителей, осуществляющих погрузку груза в универсальные платформы на данной станции, не были удовлетворены в полном объёме. Всего неудовлетворённая потребность в перевозках по всей компании «Казахстан Темир Жолы» оценивается в 80 тыс. тонн среднесуточной погрузки (по состоянию на 6 июня 2012 года).

## Инциденты
14 февраля 2013 года на перегоне Байсерке — Жетысу двадцатитрехлетний нетрезвый водитель автомобиля Volkswagen Passat, заехав на железнодорожный переезд, повернул на железнодорожный путь и повёл машину навстречу приближающемуся пассажирскому поезду. Столкновения удалось избежать благодаря внимательности машиниста, вовремя заметившего приближающийся автомобиль и успевшего остановить состав.